# 長野県道60号長野荒瀬原線
長野県道60号長野荒瀬原線（ながのけんどう60ごう ながのあらせばらせん）は、長野市平林二丁目を起点とし、上水内郡信濃町荒瀬原を終点とする県道（主要地方道）である。

## 概要
長野市中心部と飯綱町を短絡し、飯綱町を縦断して野尻湖東岸の信濃町荒瀬原地籍に至る路線である。長野市吉田一丁目から飯綱町牟礼地籍までの区間は旧北国街道（即ち旧国道18号）に相当するが、バイパス整備が進んだ結果、当時の道筋と重なる箇所はわずかである。

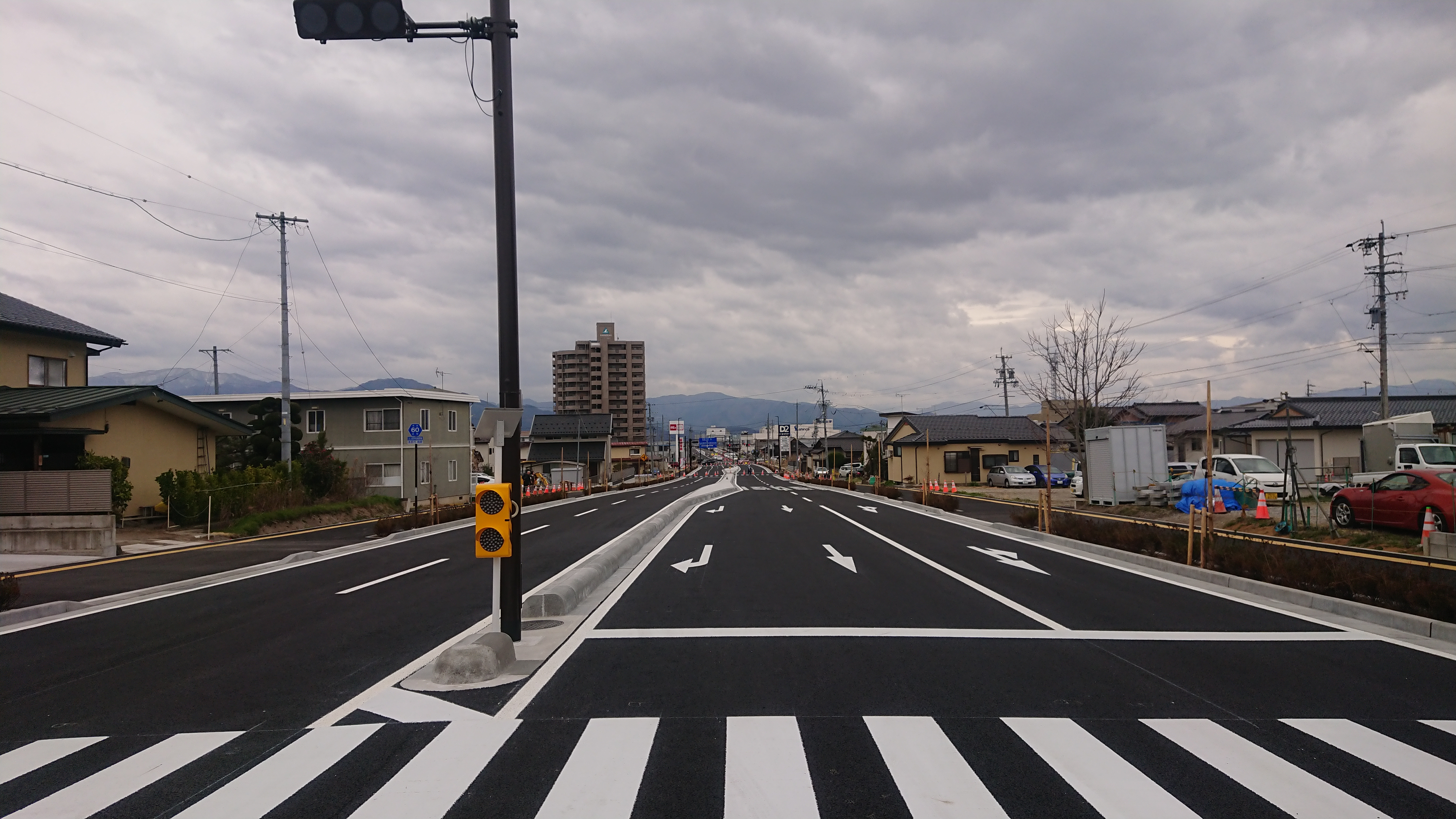
高田若槻線（長野市桐原一丁目）
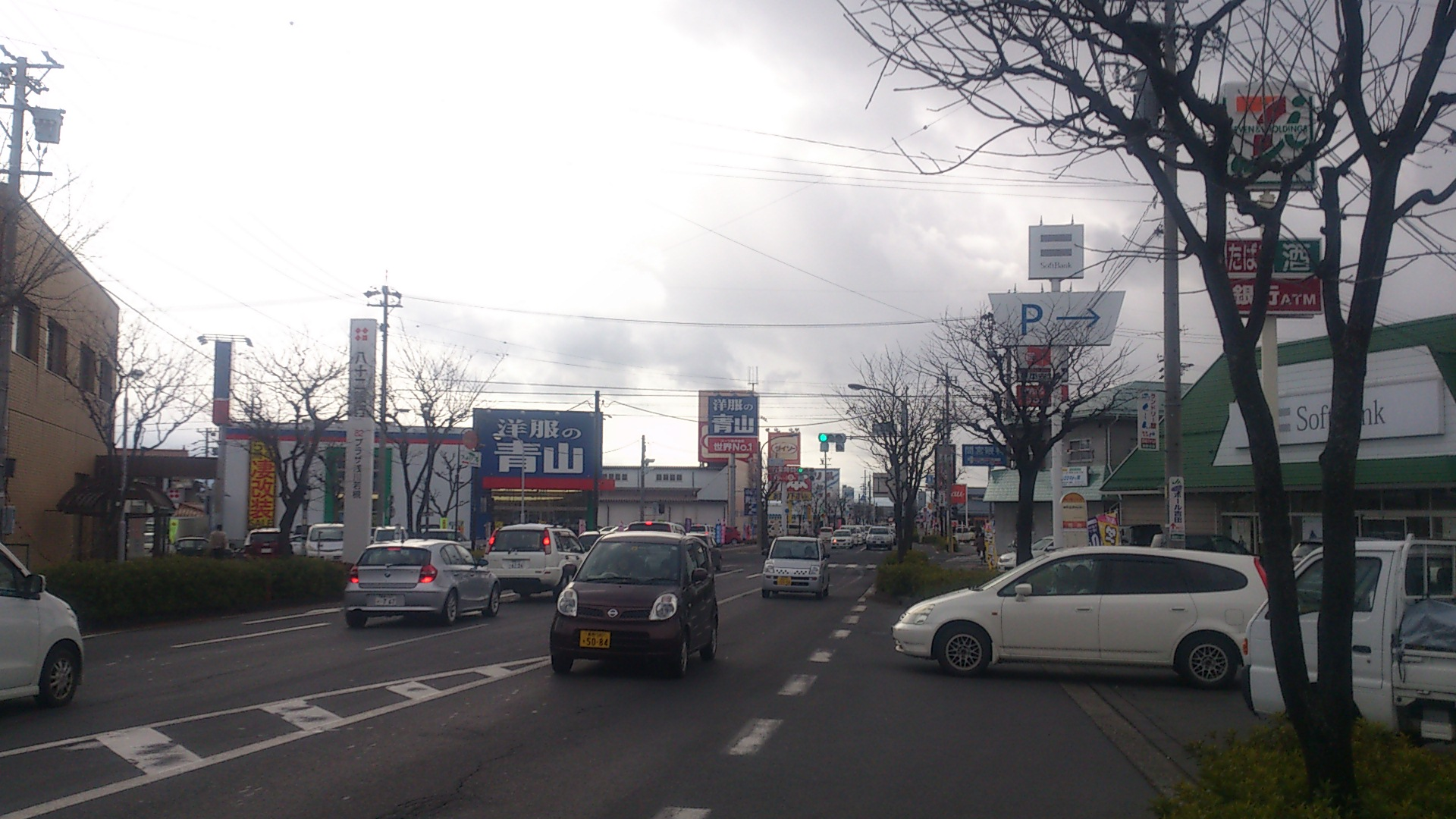
若槻大通り（長野市稲田一丁目）
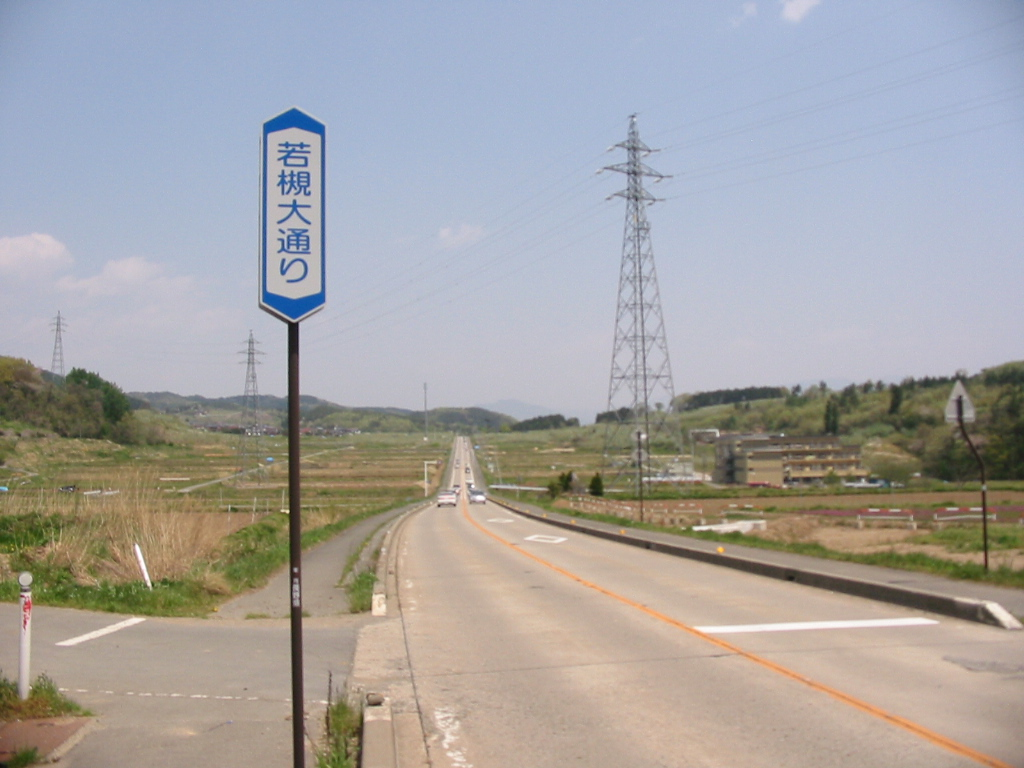
若槻大通り（長野市田子）

### 路線データ
- 起点 - 長野市平林二丁目（平林交差点＝国道406号交点）
- 終点 - 上水内郡信濃町荒瀬原（長野県道96号飯山妙高高原線交点）
- 延長 - 23.4 km

### 主要構造物
- 桐原跨線橋（きりはらこせんきょう＝長野市西和田二丁目 - 桐原二丁目）
  - 全長 - 52.35 m
  - 幅員 - 13.50 m（車道4車線・両側歩道）
  - 構造 - 桁橋

しなの鉄道北しなの線・北陸新幹線を越える跨線橋。1968年（昭和43年）架設[1]。JR東日本長野総合車両センターとJR貨物北長野貨物駅との間に架かり、橋上からは双方の広い構内が一望できる。

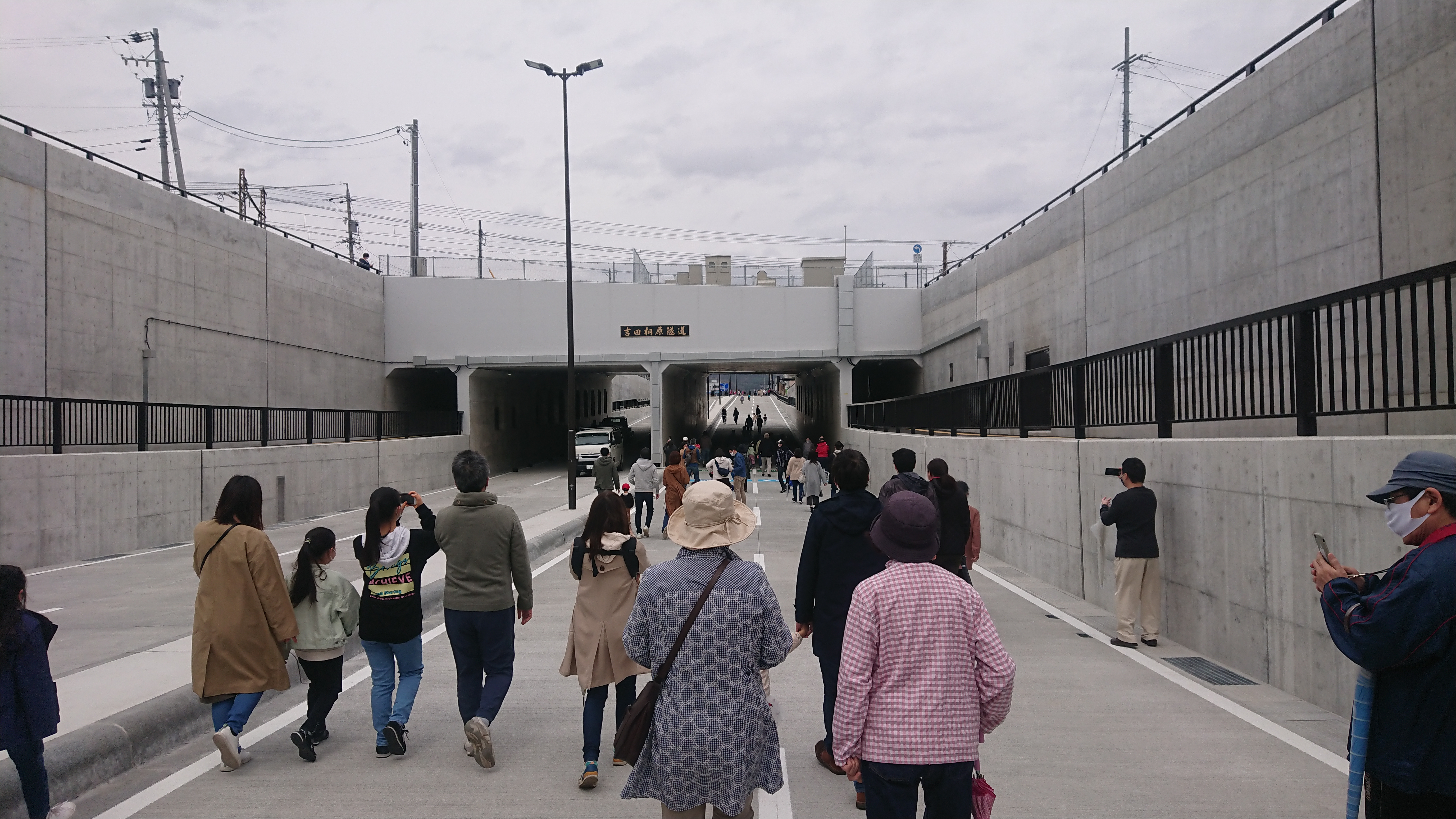
吉田桐原隧道・開通見学会の様子（桐原二丁目）

- 吉田桐原隧道（よしだきりはらずいどう＝長野市桐原二丁目 - 吉田一丁目）
  - 全長 - 約460 m
  - 幅員 - 24.40 m（車道部16.00m＝4車線・歩道部両側各3.00m）
  - 構造 - ボックスカルバート

長野電鉄長野線をくぐる隧道。2021年（令和3年）開通。
- 稲田大橋（いなだおおはし＝長野市吉田二丁目 - 稲田一丁目）
  - 全長：18.80m
  - 幅員：8.50m（車道2車線・両側歩道）
  - 構造：PCT桁

浅川に架かる橋梁。1982年（昭和57年）架設[1]。
- 駒沢大橋（こまざわおおはし＝長野市徳間一丁目 - 若槻東条）
  - 全長：31.2m

駒沢川に架かる橋梁。1982年（昭和57年）架設。
- 華表橋（とりいばし＝上水内郡飯綱町牟礼 - 普光寺）
  - 延長 - 18.2 m
  - 幅員 - 7.5 m（車道1.5車線・歩道なし）

鳥居川に架かる橋梁。1984年（昭和54年）架設。南詰はすぐ踏切（しなの鉄道北しなの線）となっている。牟礼駅と旧三水村側とを結ぶ。

## 歴史

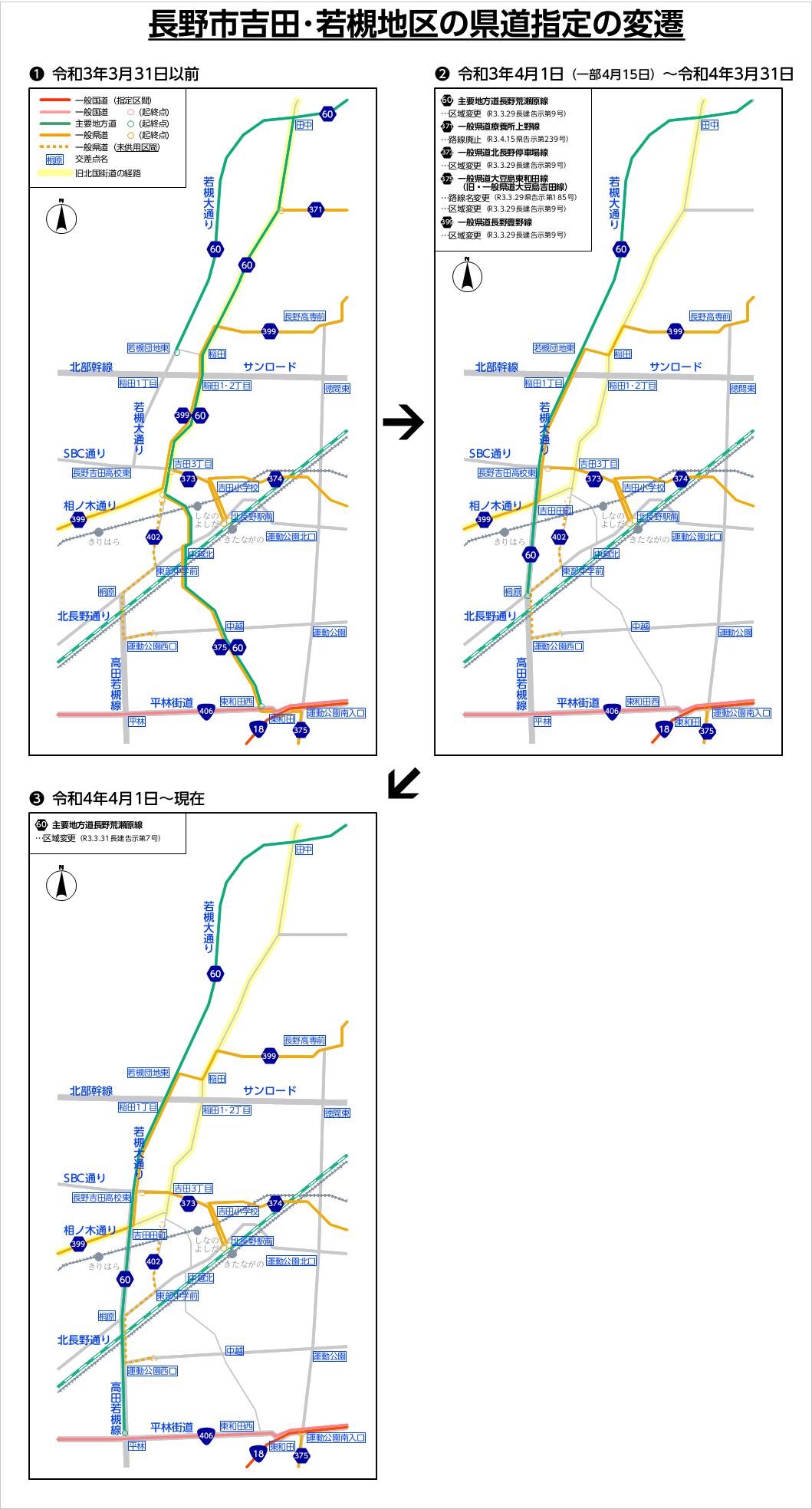
吉田・若槻地区の経路の変遷

- 1982年（昭和57年）4月1日 - 大豆島吉田線の一部、長野豊野線の一部、牟礼長野線、野村上牟礼停車場線の一部、荒瀬原牟礼停車場線の一部を主要地方道長野荒瀬原線へ指定[2]。
- 1982年（昭和57年）9月13日 - 長野荒瀬原線の認定。
- 1994年（平成6年） - 平出バイパス全線開通。
- 2010年（平成22年）12月15日 - 四ツ屋バイパス全線開通[3]。
- 2012年（平成24年）7月30日 - 区域変更。四ツ屋バイパスに対する現道が、県道の区域から外れる[4]。
- 2021年（令和3年）
  - 3月28日 - 高田若槻線桐原〜吉田工区開通[5]
  - 4月1日 - 区域変更。起点 - 田中交差点の区間において、旧北国街道経由から高田若槻線・若槻大通り経由に変更となる[6][7]。
- 2022年（令和4年）4月1日 - 区域変更。長野市道平林古野線（平林交差点〜桐原交差点）を編入し、起点が平林交差点となる[8]。ただし、2021年（令和3年）4月1日の時点で、この編入区間にも本路線の案内標識が既に設置されていた。

## 路線状況
起点付近では、JR東日本長野総合車両センターとJR貨物北長野貨物駅の間を進む。桐原跨線橋でしなの鉄道北しなの線・北陸新幹線を一跨ぎにし、北長野通りと交差すると続いて吉田桐原隧道で長野電鉄長野線をくぐり、長野市吉田一丁目地籍で相ノ木通り（旧北国街道）・SBC通りと交差する。ここまでは4車線で、これより先は2車線である。
SBC通りを越えると若槻大通りと呼ばれる区間である。再び旧北国街道と交差する田中交差点まではロードサイド店が軒を連ねるが、その先は飯綱町牟礼まで果樹園の間を抜ける快適な道（平出バイパス・四ツ屋バイパス）が続く。髻山東側の峠を越えるが、西側の坂中峠と比べて、カーブ・勾配が少なく走りやすい道路である。
旧牟礼宿の入口（飯綱町牟礼）で旧北国街道と別れ、牟礼駅近くを経て牟礼駅入口交差点で国道18号と交差すると、旧三水村の中心部を縦断しながら再び山間に入っていく。一部（御所の入集落付近）やや狭隘な箇所もあるものの、基本的には2車線の快走路である。上信越自動車道をくぐり、飯綱町・信濃町境を越えると、豊田飯山ICと野尻湖とを結ぶ長野県道96号飯山妙高高原線に突き当り終点となる。

### 別名
- 高田若槻線（平林交差点 - 長野吉田高校東交差点）
- 若槻大通り（若槻団地東交差点 - 宇佐美沢交差点）

### バイパス
長野市側から順に記載する。なお、いずれのバイパスについても、旧道は県道の指定を外れている。
- 高田若槻線桐原〜吉田工区（長野市桐原一丁目 - 吉田一丁目）[5]
  - 全長 - 0.88 km（桐原交差点 - 長野吉田高校東交差点）
  - 幅員 - 25 - 34 m（4車線）
- 若槻大通り（長野市吉田一丁目 - 長野市田中）
  - 全長 - 3.2 km（長野吉田高校東交差点 - 田中交差点）
  - 幅員 - 16 m（2車線）

旧道（旧北国街道）の西側に並行する新道。

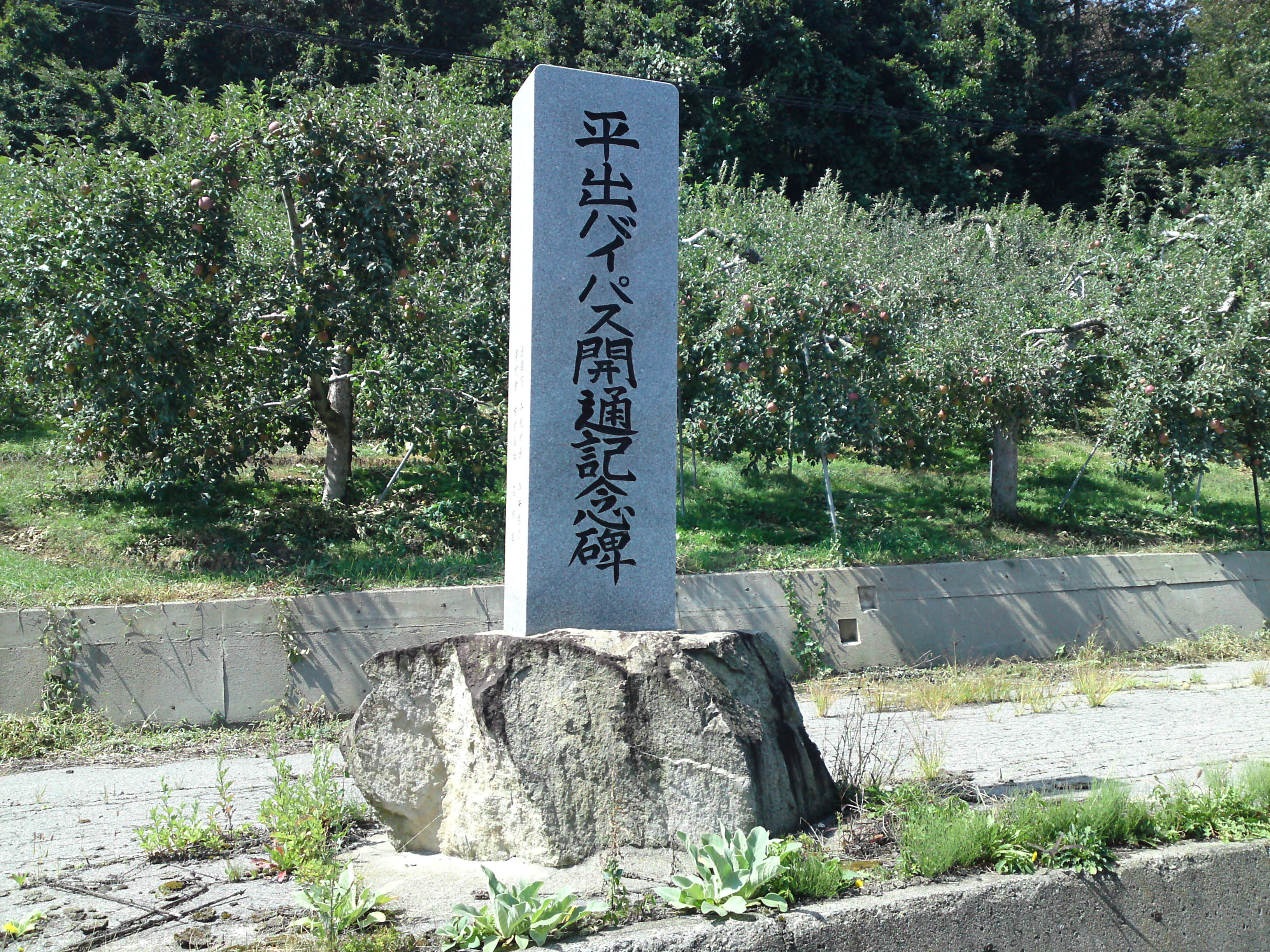
平出バイパス開通記念碑（上水内郡飯綱町平出）

- 平出バイパス（ひらいでバイパス＝長野市田中 - 飯綱町平出）
  - 全長 - 6.2 km（田中交差点 - 三本松交差点）
  - 幅員 - ○○○ m（2車線）

長野市・飯綱町境の旧道の東側に並行するバイパス。旧北国街道狭隘区間を迂回する。1994年（平成6年）全線開通。
- 四ツ屋バイパス（よつやバイパス＝飯綱町平出 - 飯綱町牟礼）
  - 全長 - 2.1 km（三本松交差点 - 飯綱病院付近）
  - 幅員 - 12.0 m（うち車道6.5 m＝2車線）

平出バイパスから連続して、旧道の西側に並行するバイパス。旧北国街道狭隘区間（幅員4.2m）・急勾配区間（10%）を解消する。2010年（平成22年）全線開通。
- 普光寺バイパス（ふこうじバイパス＝飯綱町普光寺）
  - 幅員 - ○○○ m（2車線）

1992年（平成4年）開通。
- 芋川バイパス（いもがわバイパス＝飯綱町芋川）
  - 幅員 - ○○○ m（2車線）

### 重複区間
- 長野県道399号長野豊野線（吉田田町交差点 - 若槻団地東交差点）
- 長野県道366号野村上牟礼停車場線（飯綱町牟礼地籍）

## 地理

### 通過する自治体
- 長野市 - 上水内郡飯綱町 - 上水内郡信濃町

### 交差する道路

#### 長野市
↑ 市道（高田若槻線）
- 平林交差点（平林一・二丁目境＝起点）
  - 国道406号（平林街道）
- 桐原交差点（桐原一・二丁目境）
  - 市道（北長野通り）
- 吉田田町交差点（吉田一丁目）
  - 長野県道399号長野豊野線（相ノ木通り＝旧北国街道） - ※ここから重複区間
- 長野吉田高校東交差点（吉田一・二丁目境）
  - 市道・長野県道373号北長野停車場線（SBC通り）
- 稲田1丁目交差点（稲田一丁目）
  - 市道（北部幹線サンロード）
- 若槻団地東交差点（稲田一丁目・徳間一丁目境）
  - 長野県道399号長野豊野線 - ※ここまで重複区間
- 田中交差点（田中）
  - 市道（旧北国街道）
- 宇佐美沢交差点（吉）
  - 上水内北部広域農道豊野幹線（北信五岳道路豊野ライン）

#### 飯綱町
- 牟礼ガード下バス停付近（牟礼地籍）
  - 長野県道366号野村上牟礼停車場線 - ※ここから重複区間
- 三河屋バス停付近（牟礼地籍）
  - 長野県道366号野村上牟礼停車場線 - ※ここまで重複区間
- 牟礼駅入口交差点（普光寺）
  - 国道18号（長野バイパス）
- 塩ノ入交差点（芋川）
  - 上水内北部広域農道（北信五岳道路信濃ライン）

#### 信濃町
- 上荒瀬原バス停付近（荒瀬原地籍＝終点）
  - 長野県道96号飯山妙高高原線

### 沿線

#### 長野市
- 和田公園（西和田二丁目）
- JR東日本長野総合車両センター（西和田二丁目）
- JR貨物北長野貨物駅（桐原二丁目）
- 桐原牧神社（桐原一丁目）
- 長野電鉄 桐原駅（桐原一丁目）
- 長野市立若槻小学校（若槻東条）

#### 飯綱町
- 丹霞郷（大字平出）
- 長野国際カントリークラブ（大字牟礼）
- いいづな歴史ふれあい館（大字牟礼）
- 飯綱町立飯綱病院（大字牟礼）
- しなの鉄道 牟礼駅（大字牟礼）
- 飯綱町立飯綱中学校（大字普光寺）
- 長野県北部高等学校（大字普光寺）
- 飯綱町立三水小学校（大字普光寺）
- いいづなアップルミュージアム（大字普光寺）
- 飯綱町役場三水庁舎（大字芋川）